# Звёздчатая кошачья акула
Звёздчатая кошачья акула, или крупнопятнистая кошачья акула, или звёздчатый морской пёс (лат. Scyliorhinus stellaris) — вид хрящевых рыб семейства кошачьих акул отряда кархаринообразных. Обитает в северо-восточной части Атлантического океана. Эти акулы встречаются на каменистом дне или в зарослях водорослей на глубине 20—400 м, разделяя зону обитания с мелкопятнистыми кошачьими акулами. У звёздчатых кошачьих акул коренастое тело с широкой округлой головой. Спинные плавники сильно сдвинуты к хвосту.
Эти акулы ведут ночной образ жизни. Будучи донными хищниками они питаются разнообразными костистыми рыбами, небольшими акулами, ракообразными и головоногими. Размножаются, откладывая яйца. В некоторых странах северной Европы мясо звёздчатых кошачьих употребляют в пищу, оно поступает в продажу под названиями «каменный угорь», «каменный лосось» и т. д. Также ценится грубая кожа, которую используют в качестве абразива. Международный союз охраны природы оценил статус сохранности данного вида как «Близкий к уязвимому положению», поскольку из-за интенсивной добычи численность этих акул в Средиземном море сокращается.

## Таксономия
Впервые научное описание этого вида было дано Карлом Линнеем в 1758 году в десятом издании «Системы природы». Видовой эпитет лат. stellaris означает «звёздчатый». Типовой экземпляр не назначен. В 1973 году Стюарт Спрингер отнёс этот вид к роду Scyliorhinus. Английское название англ. nursehound объясняется тем, что у английских рыбаков существовало старое поверье, будто эти акулы заботятся о меньших сородичах.

## Ареал
Звёздчатые кошачьи акулы встречаются в северо-восточной Атлантике от севера Норвегии и Швеции до Сенегала, включая Британские острова, а также в Средиземном море и на Канарских островах. Есть данные, что их обнаружили на юге близ устья реки Конго, хотя эти наблюдения могут относиться к западноафриканской кошачьей акуле (Scyliorhinus cervigoni). Вероятно, их ареал имеет фрагментарный характер, особенно у островных берегов, где небольшие популяции практически не пересекаются друг с другом. Эти акулы обитают от литорали до глубины 400 м, хотя чаще всего они держатся на глубине 20 м и 60—125 м. Эти донные рыбы предпочитают спокойные воды каменистых площадок, включая заросли водорослей. В Средиземном море они чаще всего встречаются на покрытых водорослями кораллах.

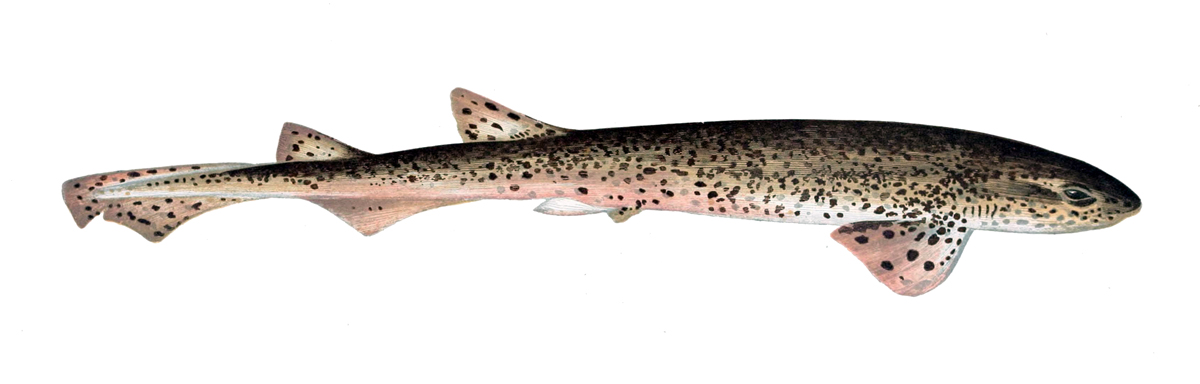
Старинное изображение звёздчатой кошачьей акулы (1877)

## Описание
Максимальная длина 1,6 м, хотя размер большинства особей не превышает 1,3 м. У звёздчатой кошачьей акулы широкая, округлая голова и коренастое тело, сужающееся к хвосту. Глаза овальной формы, с толстой складкой кожи на нижней кромке, которая не является мигательной мембраной. В отличие от мелкопятнистых кошачьих акул большие закрылки кожи у ноздрей не доходят до рта. В верхней челюсти имеются 22—27 зубных рядов по обе стороны и 0—2 зуба на симфизе. На нижней челюсти расположено 18—21 зубных рядов по обе стороны и 2—4 зуба на симфизе. Зубы имеют Y-образную форму и гладкие края; передние зубы оканчиваются единственным центральным остриём, в то время как у задних зубов имеется дополнительная пара боковых зубцов. Кроме того, задние зубы становятся все меньше и имеют более наклонный постав, а боковые зубцы пропорционально увеличиваются. У этих акул имеются пять пар небольших жаберных щелей, две последние пары расположены над основанием грудных плавников.
Два спинных плавника сдвинуты к хвостовой части тела, первый больше второго. Его основание расположено позади основания брюшных плавников. Грудные плавники крупные. У самцов внутренние края брюшных плавников срастаются, образуя «фартук» над птеригоподиями. Хвостовой плавник широкий, с неразвитой нижней долей, вытянут почти горизонтально. Кожа очень грубая, покрыта крупными, вертикально стоящими плакоидными чешуйками. По спине и бокам разбросаны небольшие чёрные точки вперемешку с коричневыми пятнами различной формы на сероватом или коричневатом фоне. Узор варьируется индивидуально и в зависимости от возраста, иногда присутствуют белые пятна, коричневые пятна могут сливаться, образуя обширные тёмные области. Брюхо белого цвета.

## Биология
Звёздчатые кошачьи акулы ведут ночной образ жизни, днём прячутся в расщелинах скал и охотятся ночью на большей глубине. Иногда две акулы забираются в одно и то же укрытие. Исследование с помощью мечения показало, что одна неполовозрелая звёздчатая акула в течение 168 дней использовала пять различных убежищ, находясь в каждом в течение нескольких дней. Звёздчатые кошачьи акулы могут прятаться в убежищах от хищников и преследования со стороны зрелых сородичей, а также для облегчения терморегуляции.

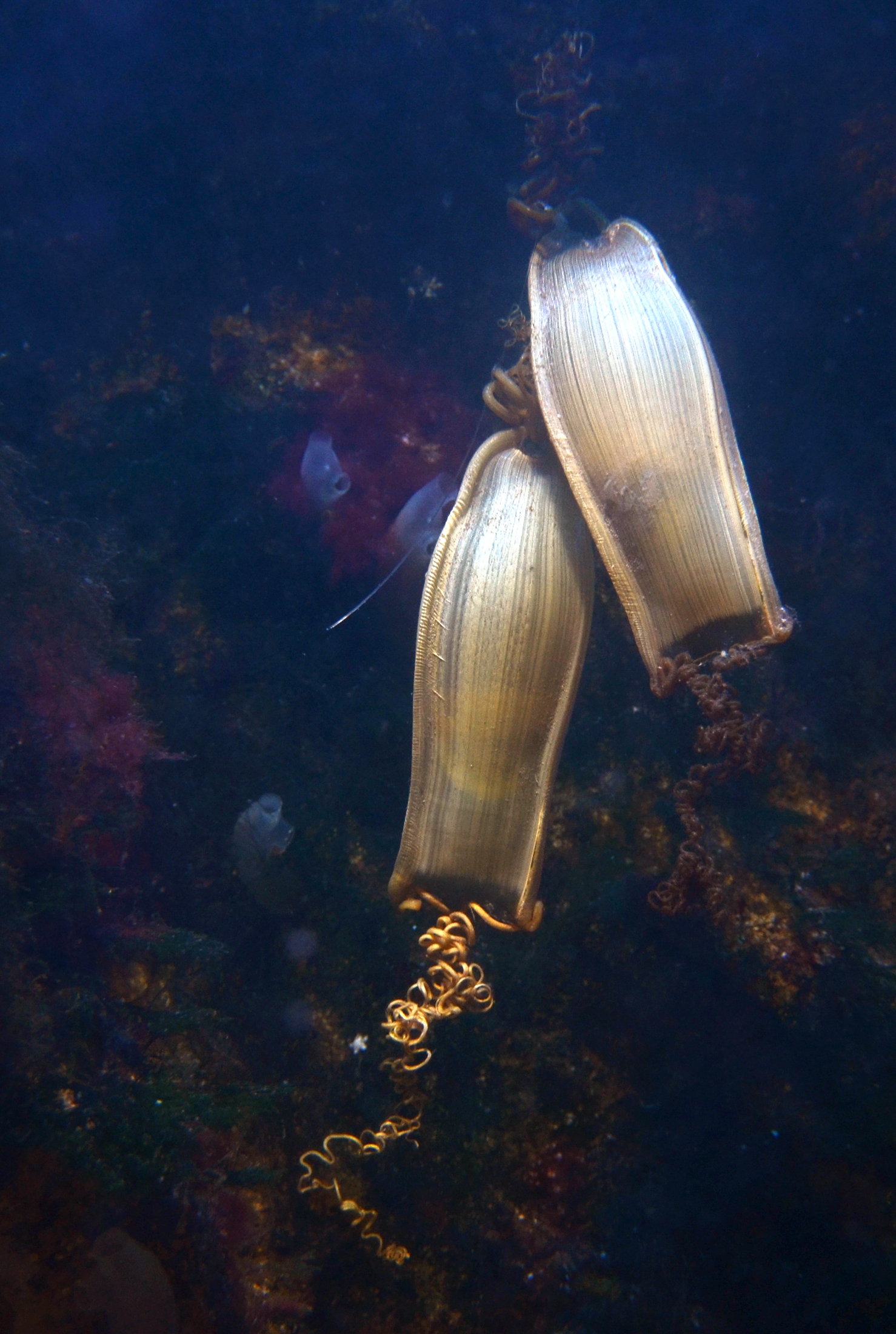
Яйцевая капсула звёздчатых кошачьих акул.

В неволе эти акулы общительны и, как правило, отдыхают группами. Звёздчатые кошачьи акулы встречаются реже по сравнению с мелкопятнистыми.
Они питаются различными донными организмами, в том числе костистыми рыбами (скумбрии, большеглазовые, лировые, морские петухи, камбалы и сельди) и мелкими акулами. Также они охотятся на ракообразных, в частности, крабов, раков-отшельников, крупных креветок, и головоногих моллюсков. При случае поедают мусор. В состав рациона взрослых акул входит относительно больше костистых рыб и головоногих моллюсков и меньше ракообразных по сравнению с неполовозрелыми. На этих рыбах паразитируют моногенеи  Hexabothrium appendiculatum и Leptocotyle major , ленточный червь  Acanthobothrium coronatum , трипаносома  Trypanosoma scyllii , равноногий рачок  Ceratothoa oxyrrhynchaena и веслоногий рачок  Lernaeopoda galei . Моллюск  Nassarius reticulatus охотится на яйца звёздчатых кошачьих акул, прокалывает капсулу и высасывает желток.
Звёздчатые кошачьи акулы размножаются, откладывая яйца. Известны нерестилища в устье River Fal и в бухте Wembury Bay в Англии. Взрослые акулы весной или в начале лета приплывают на мелководье, по наблюдениям в неволе спаривание происходит исключительно ночью. Самки откладывают яйца на мелководье с марта по октябрь. Хотя одна самка производит 77—109 ооцитов в год, не все из них овулируют. Фактически количество откладываемых одной самкой за год яиц колеблется от 9 до 41. Яйца созревают и выходят по два за раз, по одному из каждого яйцевода. Яйца заключены в толстую тёмно-коричневую капсулу длиной 10—13 см и шириной 3,5 см. По углам имеются усики, которые позволяют капсуле зацепиться за водоросли (обычно цистозейра или ламинария сахаристая).
В Северном море и Атлантике эмбрионы развиваются 10—12 месяцев, в то время как на юге Средиземноморья с момента откладывания яиц и до вылупления проходит 7 месяцев. Длина новорождённых составляет 16 см у берегов Англии и 10—12 см у побережья Франции. В первые два—три года жизни акулы растут со скоростью 0,45—0,56 мм в день и имеют характерные седловидные отметины на спине. Звёздчатые кошачьи акулы достигают половой зрелости при длине 77—79 см, что соответствует возрасту 4 года, если темпы роста остаются неизменными. Продолжительность жизни не менее 19 лет.

## Взаимодействие с человеком

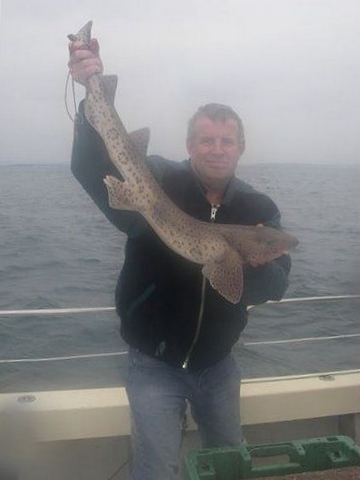
Крупная звёздчатая акула, пойманная у берегов Ирландии.

Звёздчатые кошачьи акулы, как правило, безвредны для человека. Тем не менее, в XIX веке британский натуралист Джонатан Коуч отметил, что "хотя у этой акулы нет столь грозных зубов, как у других, эта рыба вполне в состоянии защитить себя от врагов. Когда её ловят, она обвивается своим телом вокруг руки, держащей её, и рывками сдирает кожу противника с помощью жёстких шипов кожи, подобно рашпилю. Лишь немногие животные способны нанести столь серьезные рваные раны". Этих акул часто содержат в публичных аквариумах, в неволе они способны размножаться.

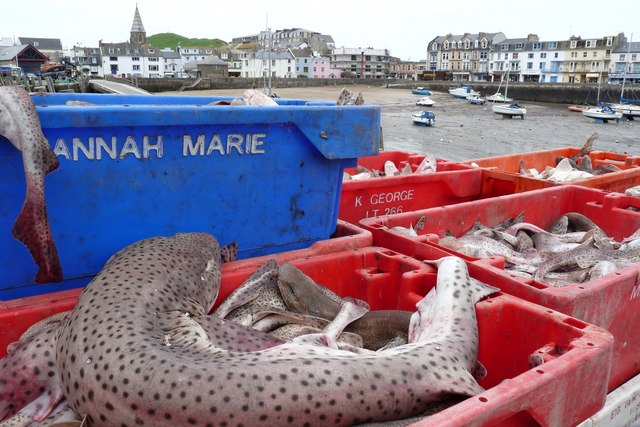
Звёздчатая кошачья акула на рыбном рынке в Северном Девоне.

Грубой кожей звёздчатых акул раньше полировали дерево и алебастр, также её использовали вместо пемзы при изготовлении касторовых шляп. Их шкура так высоко ценилась, что фунт кожи стоил столько же, сколько центнер наждачной бумаги. Печень служила в качестве источника жира, а туши разрезали на части и использовали как приманку в крабовых ловушках. Сегодня мясо этих акул продаётся в свежем или сушёно-солёном виде, хотя и считается несколько грубоватым. В Великобритании оно поступает в продажу под названиями англ. catfish — «сом», англ. rock eel — «каменный угорь» или англ. rock salmon — «каменный лосось». Во Франции звёздчатые кошачьи акулы продаются как фр. grande rousette — «большая морская собака» или фр. saumonette — уменьшительное от «лосось», поскольку без кожи и головы они напоминают лосося. Иногда их перерабатывают на рыбную муку, а плавники сушат и экспортируют на азиатский рынок. В европейских водах лидером промышленной добычи этого вида является Франция, за ней следуют Великобритания и Португалия. Акул ловят донными тралами, жаберными сетями, донными ярусами, донными удочками и ставными донными сетями. В 2004 году общий улов в северо-восточной части Атлантического океана составил 208 тонн.
Влияние рыболовства на численность звёздчатых кошачьих акул трудно оценить из-за недостатка данных. Этот вид более восприимчив к перелову, по сравнению с мелкопятнистой кошачьей акулой из-за бо́льших размеров и фрагментарного ареала, который ограничивает потенциал восстановления обеднённых локальных популяций. Есть доказательства того, что в Лионском заливе и у Балеарских островов его численность значительно сократилась. В северной части Тирренского моря с 1970 года она упала более чем на 99 %. Это снижение привело к тому, что Международный союз охраны природы оценил статус сохранности звёздчатых кошачьих акул как «Близкий к угрожающему положению».